# Pidlubî, Iavoriv
Pidlubî (în ucraineană Підлуби) este un sat în comuna Berdîhiv din raionul Iavoriv, regiunea Liov, Ucraina.

## Demografie
Componența lingvistică a localității Pidlubî
     Ucraineană (100%)
Conform recensământului din 2001, toată populația localității Pidlubî era vorbitoare de ucraineană (100%).